# Arthur Warda
Arthur Warda (* 1871 in Königsberg i. Pr.; † 25. Oktober 1929 ebenda) war ein deutscher Amtsrichter und Kant-Forscher.

## Leben
Warda studierte an der Albertus-Universität Königsberg und der Friedrichs-Universität Halle Rechtswissenschaft. Im Jahre 1900 wurde er Amtsrichter in Schippenbeil. Nach sieben Jahren kehrte er nach Königsberg zurück, wo er bis zu seinem Tode als Amtsgerichtsrat tätig war. Wie vor ihm Emil Arnoldt und Rudolf Reicke widmete er sich dem Leben und Nachlass von Immanuel Kant. Fast alle seiner Aufsätze erschienen in der Altpreußischen Monatsschrift. Er entdeckte und publizierte viele Manuskripte und Briefe. Er stellte Kants amtlichen Schriftverkehr zusammen, von dem die wichtigsten Stücke
im 12. Band der Akademieausgabe von Kants Gesammelten Werken veröffentlicht wurden. Erich Adickes half er bei der Herausgabe von Kants handschriftlichem Nachlass. Bei der Königsberger Kant-Feier (1924) wurde er Ehrendoktor. Warda starb mit 58 Jahren.

## Werke
- Die Druckschriften Immanuel Kants (1919)
- Immanuel Kants Bücher (1922).

## Herausgeber
- Briefwechsel zwischen Karl Rosenkranz und Rahel Varnhagen von Ense (1926)
- Briefwechsel Johann Georg Scheffners (ab 1913, vollendet von Carl Diesch)
- Briefe von Johann Georg Hamann (unvollendet)

## Ehrungen
- Dr. phil. h. c. der Albertus-Universität (1924)
- Ehrenmitglied der Kant-Gesellschaft